# Гарвей, Уильям
Уи́льям Га́рвей (англ. William Harvey; 1 апреля 1578, Фолкстон (графство Кент) — 3 июня 1657, Лондон) — английский медик и анатом; внёс важный вклад в изучение физиологии и эмбриологии и первым наиболее последовательно, полно и систематично объяснил систему кровообращения и принцип работы сердца. Считается основоположником физиологии и эмбриологии, был последователем ятрофизики.

## Биография

### Ранние годы жизни
Родился в семье купца 1 апреля 1578 года.
В 1588 году поступил в Королевскую школу в Кентербери, где изучал латынь. В мае 1593 года был принят в колледж Гонвилл-энд-Киз Кембриджского университета. Первые три года учёбы Гарвей посвятил изучению «дисциплин, полезных для врача» — классических языков (латыни и древнегреческого), риторики, философии и математики. Особенно его интересовала философия; из всех последующих сочинений Гарвея видно, что огромное влияние на его развитие как учёного оказала натурфилософия Аристотеля. Следующие три года Гарвей изучал дисциплины, непосредственно относящиеся к медицине. В то время в Кембридже это изучение сводилось в основном к чтению и обсуждению произведений Гиппократа, Галена и других древних авторов. Иногда устраивались анатомические демонстрации; преподаватель естественных наук обязан был делать это каждую зиму, а колледж имел разрешение проводить два раза в год вскрытия тел казнённых преступников. В 1597 году Гарвей получил звание бакалавра, а в октябре 1599 покинул Кембридж: по обычаю выпускников того времени он отправился в пятилетнее путешествие.

### В Падуе
Точная дата его первого посещения Падуи неизвестна, но в 1600 году он уже занимал выборную должность «старосты» — представителя английских студентов в Падуанском университете. Медицинская школа в Падуе в то время славилась. Анатомические исследования процветали благодаря Джироламо Фабрицио д‘Аквапенденте, который занимал вначале кафедру хирургии, а затем кафедры анатомии и эмбриологии. Фабрицио был учеником и последователем Габриеле Фаллопия. Среди падуанских учителей Гарвея был также Джулио Кассерио.
Когда Гарвей прибыл в Падую, Фабрицио был уже пожилым человеком, автором трудов по медицине, хотя не все были опубликованы. Самое значительное его сочинение «О венозных клапанах» (De venarum osteolis) вышло в свет в первый год пребывания Гарвея в Падуе, но Фабрицио демонстрировал студентам эти клапаны ещё в 1578 году. Хотя учёный сам показал, что входы в них всегда открыты в направлении сердца, он не увидел в этом факте связи с кровообращением. Сочинение Фабрицио оказало несомненное влияние на Гарвея, как и его книги «О зрелом плоде» (De formato foetu, 1604) и «О развитии яйца и цыплёнка» (De formatione ovi et pulli, 1619).

### Член Коллегии врачей
25 апреля 1602 года Гарвей завершил образование, получил степень доктора медицины и вернулся в Лондон. Признание степени Кембриджским университетом ещё не означало, что он может заниматься врачебной практикой. Лицензия выдавалась Коллегией врачей, куда Гарвей обратился в 1603 году. Весной того же года он выдержал экзамены и был допущен к практике до следующего экзамена через год. Трижды представал Гарвей перед экзаменаторами и 5 октября 1604 года был принят в члены Коллегии. В 1607 стал действительным членом Коллегии врачей, а два года спустя обратился с ходатайством о зачислении его врачом в больницу Св. Варфоломея. Работа здесь считалась престижной для практикующего врача, поэтому Гарвей подкрепил свою просьбу письмами президента Коллегии, других её членов и даже самого короля. Руководство больницы согласилось принять его на эту должность, как только освободится место. 14 октября 1609 года Гарвея официально зачислили в штат. В его обязанности входило посещение больницы не менее двух раз в неделю, осмотр больных и назначение лекарств. Иногда больных посылали к нему на дом. В течение 20 лет Гарвей исполнял обязанности врача больницы несмотря на то, что его частная практика в Лондоне постоянно расширялась. Кроме того, он работал в Коллегии врачей и проводил собственные экспериментальные исследования.
В 1613 Гарвей был избран смотрителем Коллегии врачей, а два года спустя стал лектором Ламлианских чтений, учреждённый в 1581 лордом Ламли с целью повышения уровня медицинского образования в Лондоне. В то время образование сводилось к присутствию на публичных вскрытиях тел казнённых преступников, которые четыре раза в год устраивали Коллегия врачей и Общество цирюльников-хирургов. На Ламлианских чтениях лектору полагалось читать часовую лекцию два раза в неделю в течение всего года, чтобы за шесть лет студенты прошли полный курс анатомии, хирургии и медицины. Гарвей исполнял эту обязанность в течение 41 года. Параллельно он читал лекции по анатомии в Коллегии; рукопись его заметок к лекциям от 16, 17 и 18 апреля 1616 года под названием «Конспекты к лекциям по общей анатомии» (Prelectiones Anatomiae Universalis) хранится в Британском музее.

### Открытие кровообращения
Труд Гарвея «Анатомическое исследование о движении сердца и крови у животных» (Exercitatio anatomica de motu cordis et sanguinis in animalibus) опубликован в 1628 году во Франкфурте. В нём он впервые сформулировал свою теорию кровообращения и привёл экспериментальные доказательства в её пользу. Измерив величину систолического объёма, частоту сокращений сердца и общее количество крови в теле овцы, Гарвей доказал, что за 2 минуты вся кровь должна пройти через сердце, а в течение 30 минут через него проходит количество крови, равное весу животного. Отсюда следовало, что, вопреки утверждениям Галена о поступлении к сердцу всё новых и новых потоков крови от вырабатывающих её органов, кровь возвращается к сердцу по замкнутому циклу. Замкнутость же цикла обеспечивают мельчайшие трубочки — капилляры, соединяющие артерии и вены. Гарвеем сами капилляры при этом открыты не были, их установил позже Марчелло Мальпиги.
Открытие Гарвея было встречено шквалом критики учёных, придерживавшихся взглядов Аристотеля и Галена о том, что кровь образуется в печени из пищи и движется по венам, слепо заканчивающимся в органах. Тем не менее, открытие кровообращения Гарвеем учёные (Декарт, Готлиб Шлегель, Жан Пеке и др.) признали ещё при его жизни.

### Последние годы жизни
В начале 1631 года Гарвей стал лейб-медиком короля Карла I. Заинтересовавшись исследованиями Гарвея, Карл предоставил в его распоряжение королевские охотничьи угодья в Виндзоре и Хэмптон-Корте для проведения экспериментов. В мае 1633 года Гарвей сопровождал Карла I во время его визита в Шотландию. Возможно, именно во время пребывания двора в Эдинбурге Гарвей посетил Басс-Рок, место гнездования бакланов и других диких птиц. В то время его интересовала проблема эмбрионального развития птиц и млекопитающих.
После сражения при Эджхилле в 1642 году во время Английской революции Гарвей последовал за королём в Оксфорд. Здесь он возобновил врачебную практику и продолжил наблюдения и эксперименты. В 1645 году король назначил Гарвея деканом Мертон-колледжа. В июне 1646 года Оксфорд был осаждён и взят сторонниками Кромвеля, и Гарвей вернулся в Лондон.
О его занятиях и обстоятельствах жизни в течение нескольких последующих лет известно мало. В 1646 году Гарвей издал в Кембридже два анатомических очерка «Исследования кровообращения» (Exercitationes duae de circulatione sanguinis), а в 1651 году вышел его второй фундаментальный труд — «Исследования о зарождении животных» (Exercitationes de generatione animalium). В нём обобщались результаты многолетних исследований Гарвея, касающихся эмбрионального развития беспозвоночных и позвоночных животных, была сформулирована теория эпигенеза. Гарвей утверждал, что яйцо есть общее первоначало всех животных и всё живое происходит из яйца. Исследования Гарвея по эмбриологии послужили мощным стимулом к развитию теоретического и практического акушерства.
С 1654 года Гарвей жил в доме своего брата в Лондоне или в предместье Рохамптон. Был избран президентом Коллегии врачей, однако отказался от этой почётной должности, сославшись на преклонный возраст.

## Память
В 1970 году Международный астрономический союз присвоил имя Гарвея кратеру на обратной стороне Луны.
- Почтовые марки
- Уильям Гарвей, выдающийся английский врач, открывший кровообращение. Марка СССР, 1957.
- Почтовая марка СССР, 1978 год. 400 лет учёному

## Авторские труды
- Harvey, William (1889). On the Motion of the Heart and Blood in Animals. London: George Bell and Sons.